# Hợp pháp hóa lãnh sự

## Khái niệm
Hợp pháp hóa lãnh sự (tiếng Anh: Consular Legalization hay Legalization of documents ) là việc Bộ Ngoại giao, cơ quan đại diện ngoại giao, cơ quan lãnh sự của Việt Nam hoặc cơ quan khác ở nước ngoài được ủy quyền thực hiện chức năng lãnh sự chứng nhận chữ ký, con dấu trên giấy tờ, tài liệu do cơ quan có thẩm quyền của nước ngoài lập, cấp hoặc xác nhận để sử dụng ở Việt Nam.

## Cơ sở pháp lý
- Nghị định số 111/2011/NĐ-CP[3] của Chính phủ quy định về hợp pháp hóa lãnh sự, chứng nhận lãnh sự;
- Thông tư 157/2016/TT-BTC[4] của Bộ Tài chính quy định mức thu, chế độ thu, nộp, quản lý và sử dụng phí chứng nhận lãnh sự và hợp pháp hóa lãnh sự;
- Thông tư 01/2012/TT-BNG[5] của Bộ Ngoại giao hướng dẫn thực hiện một số quy định của Nghị định số 111/2011/NĐ-CP về hợp pháp hóa lãnh sự, chứng nhận lãnh sự

## Địa điểm làm hợp pháp hóa lãnh sự
Theo Điều 5 Nghị định 111/2011/NĐ-CP, Điều 1 Thông tư số 01/2012/TT-BNG và Cổng thông tin điện tử về Công tác Lãnh sự của Bộ ngoại giao, các cơ quan có thẩm quyền hợp pháp hóa lãnh sự giấy tờ cấp tại nước ngoài hoặc chứng nhận lãnh sự giấy tờ cấp tại Việt Nam là:
- Cục Lãnh sự (Hà Nội) thực hiện thủ tục hợp pháp hóa lãnh sự tại Hà Nội
- Sở Ngoại vụ Thành phố Hồ Chí Minh thực hiện thủ tục hợp pháp hóa lãnh sự tại TPHCM
- Cơ quan đại diện ngoại giao, cơ quan lãnh sự hoặc cơ quan khác được ủy quyền thực hiện chức năng lãnh sự của Việt Nam ở nước ngoài có thẩm quyền chứng nhận lãnh sự, hợp pháp hóa lãnh sự ở nước ngoài. Cơ quan này thường là Đại sứ quán/Tổng lãnh sự quán Việt Nam tại nước ngoài.